# Онищенко Михайло Сергійович
Михайло Сергійович Онищенко (нар. 1909) — український футбольний арбітр.
1937 року розпочав арбітраж поєдинків чемпіонату СРСР. 15 вересня дебютував як головний арбітр. У тому матчі московський «Спартак» переміг «Червону зорю» (Ленінград). Наступного року обслуговував фінал національного кубку.
Протягом п'яти сезонів провів як головний рефері 18 ігор. Був боковим суддею у трьох матчах чемпіонату-51. З 29 лютого 1952 року — суддя всесоюзної категорії.